# Wiesław Gęsicki
Wiesław Gęsicki (ur. 13 stycznia 1959, zm. 15 maja 2002) – założyciel Ruchu Katolickiej Młodzieży Niepodległościowej, założyciel i pierwszy Komendant Główny Związku Strzeleckiego „Strzelec” Organizacji Społeczno-Wychowawczej.

## Życiorys
W latach 1985–1986 studiował w Papieskiej Akademii Teologicznej w Krakowie. W 1987 założył Ruch Katolickiej Młodzieży Niepodległościowej, który w 1988 wszedł w skład Federacji Młodzieży Walczącej.
Następnie został ogólnopolskim koordynatorem Komisji Krajowej Federacji Młodzieży Walczącej. Ponadto w czasach PRL związany był z Konfederacją Polski Niepodległej.
W latach 1984–2001 był uczestnikiem Marszu Szlakiem I Kompanii Kadrowej, a w roku 1986 otrzymał Odznakę Uczestnikowi Marszu Szlakiem Kadrówki nr 81.
8 sierpnia 1990 wraz z m.in. bryg. ZS Michałem Wnukiem, st.insp ZS Małgorzatą Laskus założył Organizację Społeczno-Wychowawczą „Strzelec”, która od 3 marca 1991 funkcjonuje pod nazwą Związek Strzelecki „Strzelec” Organizacja Społeczno-Wychowawcza, ponadto został pierwszym Komendantem Głównym tej organizacji. 
W 1989 był jednym z założycieli Związku Piłsudczyków, członkiem Zarządu Głównego (1990–1998) i członkiem Rady Programowej (1998–2002).
W 1995 ukończył nauki społeczne na Uniwersytecie Warszawskim. W latach 1999–2002 był pracownikiem Głównego Urzędu Ceł. Zmarł 15 maja 2002 roku, w wieku 43 lat.
Leszek Czajkowski napisał po jego śmierci piosenkę „Pożegnanie Wieśka Gęsickiego”. 

## Odznaczenia
- Medal „Za zasługi dla obronności kraju”
- odznaka i medal „Uczestnikowi Marszu Szlakiem Kadrówki”